# Бондаренко, Владимир Павлович
Владимир Павлович Бондаренко (1924, Ростов-на-Дону — 20 декабря 1943, Крым) — участник Великой Отечественной войны, комсорг батальона 694-го стрелкового полка 383-й стрелковой дивизии Отдельной Приморской армии, лейтенант, Герой Советского Союза (1945).

## Биография
Родился в 1924 году в городе Ростов-на-Дону в семье служащего. Русский.
В 1941 году окончил девятый класс. Работал на Ростовской обувной фабрике. Когда осенью гитлеровцы подошли к Ростову, Володя с матерью эвакуировался в Кисловодск.
В мае 1942 года стал курсантом Ростовского артиллерийского училища. Успешно окончив ускоренный курс училища, молодой лейтенант в том же, 1942 году, по распределению прибыл в 383-ю строевую дивизию, став вскоре комсоргом батальона 634-го стрелкового полка. Член ВКП(б) с 1943 года.
20 ноября 1943 года в районе хутора Безымянный (ныне в черте города Керчь), когда нацистские автоматчики подошли к этому хутору, лейтенант Владимир Бондаренко повёл за собой бойцов в атаку. Пехота противника была рассеяна, но радость победы была непродолжительной, так как послышался рёв моторов и скрежет гусениц немецких танков. Только что отбитый у врага хутор Безымянный мог вновь оказаться в руках неприятеля. Молодой комсомольский вожак, мгновенно оценив обстановку, приготовился к бою. Он развернул 45-миллиметровое орудие, расчёт которого вышел из строя, сам зарядил его и направил снаряд в головной танк, уничтожив его, а затем вёл меткий огонь по вражеской пехоте. Стремительно начавшееся наступление гитлеровцев было остановлено.
После этого боя командующий Отдельной Приморской армией генерал армии Петров И. Е. распорядился подготовить наградные документы на лейтенанта Бондаренко В. П.
20 декабря 1943 года Бондаренко был смертельно ранен и в тот же день скончался. Похоронен в городе Краснодаре на Всесвятском кладбище.

## Награды
- Указом Президиума Верховного Совета СССР от 16 мая 1944 года за образцовое выполнение боевых заданий командования на фронте борьбы с немецко-нацистскими захватчиками и проявленные при этом мужество и героизм лейтенанту Бондаренко Владимиру Павловичу посмертно присвоено звание Героя Советского Союза.
- Орден Ленина.
- Медали.

## Память
- Памятная доска установлена на фасаде здания бывшей школы, где учился Герой.
- На вершине горы Митридат установлен обелиск, на мраморных гранях которого золотом высечены имена воинов ордена Красного Знамени Шахтёрской стрелковой дивизии, проявивших героизм в боях за освобождение города от гитлеровских захватчиков. Первым в этом списке —  В. П. Бондаренко.
- Село Булганак в 1948 году было переименовано в Бондаренково[2], на его окраине установили обелиск с надписью: «Герою Советского Союза мл. лейтенанту В. П. Бондаренко, отличившемуся и павшему в боях с немецко-фашистскими захватчиками на Керченском полуострове в 1943 г.».
- Имя Бондаренко присвоено средней школе № 28 в Керчи, а также одной из улиц в Ленинском районе Ростова-на-Дону.